# Curt Wesse
Curt Wesse, auch Kurt Wesse, geboren als Kurt Albert Heinrich Wesse, (* 21. April 1884 in Magdeburg, Deutsches Reich; † 2. Juni 1946 auf Schloss Schwöbber) war ein deutscher Schriftsteller, Dichter, Drehbuchautor und Dokumentarfilm-Regisseur.

## Leben und Wirken
Wesse hatte anfänglich als Kaufmann und später als Archivar, wo er sich bereits publizistisch betätigte, gearbeitet. Nebenbei begann er erste eigene Gedichte zu veröffentlichen. Im Laufe der 1920er Jahre konzentrierte er sich auf die klassische Schriftstellerei, sein Roman Die Nacht im Hafen brachte ihm 1925 den deutschen Lyrikpreis ein. Im selben Jahr veröffentlichte er Essays zur Filmbewerbung. Seit 1926 sind Drehbuchbeiträge Wesses für stumme Spielfilme belegt, anfänglich noch als Partner des filmerfahreneren Kollegen Alfred Schirokauer. 1927 wurden Gedichte von ihm auch mit Preisen ausgezeichnet. Zum Jahresbeginn 1928 veröffentlichte Wesse das Sachbuch „Großmacht Film“. 1929 stellte er die deutsche Fassung des schwedisch-britischen Films Die Verführerin her. Anfang der 1930er Jahre waren Wesses literarische Beiträge noch immer sehr unterschiedlicher Art; er publizierte weiterhin Gedichte („Das Erwachte Auge“, 1930) wie auch Operettenvorlagen (so zu dem Film Die Faschingsfee).
Ab 1931 drehte Curt Wesse bis kurz vor Ausbruch des Zweiten Weltkriegs zahlreiche meist kurze Industrie und Dokumentarfilme für die unterschiedlichsten Auftraggeber wie die Tobis-Melo-Film aber auch für die staatliche Reichsbahn Filmstelle. Zwischendurch wurde er auch immer mal wieder als Bearbeiter der deutschen Fassungen ausländischer Filme herangezogen, darunter Klassiker wie King Kong und die weiße Frau (damals noch Die Fabel von King Kong, 1933), Das Privatleben des Don Juan (1934) und Die scharlachrote Blume (1934, dt. Fassung 1935). Bei einigen dieser Streifen schrieb er nicht nur das deutsche Dialogbuch, sondern übernahm auch die deutsche Dialogregie. Während des Krieges kehrte Curt Wesse zum Spielfilm zurück und war mit drei Drehbüchern an volkstümlichen Unterhaltungsgeschichten beteiligt, zuletzt für die Wien-Film und deren Regisseur E. W. Emo. Kurz nach Kriegsende 1945 fand Curt Wesse auf dem niedersächsischen Schloss Schwöbber bei Hameln eine neue Heimstatt, wo er 1946 im Alter von 62 Jahren verstarb. Wesse war insgesamt dreimal, zuletzt mit einer Malerin, verheiratet.

## Filmografie
- 1926: Die Flucht in die Nacht (Drehbuch)
- 1927: Primanerliebe (Drehbuch)
- 1928: Flitterwochen (Drehbuch, ungenannt)
- 1928: Serenissimus und die letzte Jungfrau (Drehbuch)
- 1931: Sanssouci (Regie)
- 1932: Einer für alle (Regie)
- 1932: Ikarus (Regie)
- 1935: Deutscher Wald – Deutsches Holz (Regie)
- 1936: Die Eisenbahn ins Haus (Regie)
- 1936: Sterne auf Erden (Regie)
- 1936: Rumänien von heute (Regie)
- 1937: Wenn zwei auf Reisen geh’n (Regie)
- 1937: Zwischen Bohrtürmen und Wolkenkratzern (Regie)
- 1937: Posten 58 (Regie)
- 1938: Das steinerne Buch. Ein Film von den Bildwerken des Bamberger Doms (Regie, Drehbuch)
- 1941: Krach im Vorderhaus (Drehbuch)
- 1942: Zwei glückliche Menschen (Drehbuch)
- 1943: Reisebekanntschaft (Drehbuch)